# Rungsted Kyst
Rungsted Kyst (duń. Rungsted Kyst Station) – stacja kolejowa w miejscowości Rungsted, w Regionie Stołecznym, w Danii. Znajduje się na linii Kystbanen.
Obsługiwana jest przez pociągi regionalne.
Budynek dworca został zbudowany w 1897 roku. Podobnie jak inne stacje na linii Øresund, został zaprojektowany przez Heinricha Wenck. Obecnie jest obiektem zabytkowym.

## Linie kolejowe
- Kystbanen